# مکسانس لکروا
مکسانس لکروا (فرانسوی: Maxence Lacroix‎؛ زادهٔ ۶ آوریل ۲۰۰۰) بازیکن فوتبال اهل فرانسه است.
از باشگاه‌هایی که در آن بازی کرده‌است می‌توان به سوشو و وولفسبورگ اشاره کرد.